# Allende (Coahuila)
Allende es la cabecera del municipio homónimo. Su nombre está inspirado en Ignacio Allende, insurgente que participó en la guerra de la independencia de México junto a Miguel Hidalgo.

## Geografía
La ciudad de Allende está localizada a 28°20′50″N 100°51′15″O / 28.34722, -100.85417, a una altitud de 378 m s. n. m..

### Clima
Allende se localiza en un gran área desértica llamada desierto de Chihuahua, lo que significa que es muy extremoso. En verano puede llegar hasta 49 grados Celsius y en invierno a -16. No llueve mucho y el promedio es de 450 mm.

### Flora y fauna
En Allende las especies más comunes de flora son: chaparro, prieto, cenizo, mezquite, polvo verde, chaparro amargoso, oreganillo, huizache, encino, nogales, lechuguilla y los nopales. Y en la fauna se encuentran especies de conejos, liebres, ardillas, tlacuaches, coyotes, palomas, hurracos, águilas, codornices y salta montes.

## Historia
Allende surgió como una pequeña misión fundada bajo el nombre de San Juan en el año de 1666.
Allende se fundó como villa el 16 de marzo de 1826, por decreto del gobierno de Coahuila y Texas y su primer nombre fue San Juan de Mata; pero se le cambió a Allende en 1832 por decreto del presidente Melchor Múzquiz en honor al caudillo Ignacio Allende. El 23 de junio de 1923 allende es elevada a ciudad contando con una extensión territorial de 198.2 km.
En marzo de 2011 tuvo lugar en este municipio la Masacre de Allende.

## Economía
En agricultura destacan los cultivos agrícolas tales como avena, trigo, maíz, frijol y nuez. De esta última  tiene ciertas variedades mejoradas; ya que en las últimas 3 décadas genera una importante fuente de riqueza. En cuanto a la ganadería se crían bovinos de carne y leche, caprinos, porcinos, y animales de corral también se explota la minería al extraer material para la construcción. El 33.9% de la población es activamente económica, el sector secundario y terciario ocupan el 94.7% de la población.

## Cronología de los presidentes municipales
| Nombre                           | Período     | Partido  |
| -------------------------------- | ----------- | -------- |
| Canuto Muñoz Mares               | 1938 - 1940 | PRM      |
| Alfonso García                   | 1940 - 1941 | PRM      |
| Juan de los Santos               | 1942 - 1942 | PRM      |
| Enrique A. Díaz                  | 1942 - 1945 | PRM      |
| Juan José Cantú                  | 1945 - 1948 | PRI      |
| Salvador F. Ibarra               | 1948 - 1951 | PRI      |
| Isidoro Flores Ramírez           | 1951 - 1954 | PRI      |
| Pedro A. Valdés                  | 1954 - 1955 | PRI      |
| Felipe de Alba                   | 1956 - 1957 | PRI      |
| Enrique A. Díaz                  | 1957 - 1960 | PRI      |
| Evaristo A. Cadena U.            | 1960 - 1963 | PRI      |
| Guter Lara Castro                | 1963 - 1966 | PRI      |
| Humberto Cantú Villarreal        | 1966 - 1969 | PRI      |
| Isaías Ortiz Rubio               | 1969 - 1972 | PRI      |
| Mario J. Lozano G.               | 1972 - 1975 | PRI      |
| Jesús Perales                    | 1975 - 1978 | PRI      |
| José Luis Zertuche               | 1978 - 1981 | PRI      |
| Enrique Navarro Montemayor       | 1981 - 1984 | PRI      |
| Héctor Rocha Contreras           | 1984 - 1987 | PRI      |
| Esteban Barrón Zulaica           | 1987 - 1990 | PRI      |
| Mario Salazar Garza              | 1990 - 1993 | PRI      |
| Tomás G. Navarro Valdés          | 1993 - 1996 | PRI      |
| Esteban Barrón Zulaica           | 1996 - 1999 | PRI      |
| Humberto Leonel Moreno V.        | 1999 - 2002 | PRI      |
| Esteban Barrón Zulaica           | 2002 - 2005 | PRI      |
| Ricardo Alfonso Treviño Guevara  | 2005 - 2009 | PRI      |
| Sergio Alonso Lozano Rodríguez   | 2009 - 2013 | PAN      |
| Luis Reynaldo Tapia Valadez      | 2013 - 2017 | PRI      |
| Antero Alberto Alvarado Saldívar | 2017 - 2021 | UDC -PAN |
| José de Jesús Díaz Gutiérrez     | 2021 - 2025 | PRI      |